# Diecéze superiorská

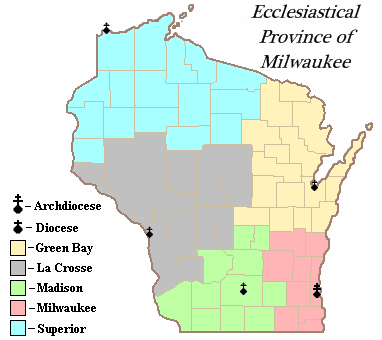
Církevní provincie Milwaukee, diecéze superiorská je vyznačena modře.

Diecéze superiorská (latinsky Dioecesis Superiorensis) je římskokatolická diecéze rozkládající se severu Wisconsinu. Založena byla v roce 1905 a společně s metropolitní arcidiecézí Milwaukee a diecézemi Green Bay, La Crosse a Madison tvoří Církevní provincii Milwaukee. Biskupství i katedrála Krista Krále se nacházejí ve městě Superior, současným biskupem je od roku 2007 Peter Forsyth Christensen. 

## Historie
Diecéze byla založena 3. května 1905 papežem Piem X. oddělením severní části diecéze La Crosse a severozápadní části diecéze Green Bay. Jejím prvním biskupem byl Augustine Francis Schinner.
V letech 1913-1921 byl 2. sídelním biskupem této diecéze Joseph Maria Koudelka, emigrant českoněmeckého původu a jedna z významných postav české krajanské komunity v USA.